# 원즈워스구
원즈워스 구 (London Borough of Wandsworth, i/ˈwɒndzwɜːrθ/는 영국 잉글랜드 런던에 있는 런던 자치구이자 이너런던을 이루는 구 중 하나이다. 지역 정부는 원즈워스 구의회이다.
원즈워스 구는 동쪽으로 램버스구를, 남쪽으로는 머튼 구와 킹스턴어폰템스구를, 서쪽으로는 리치먼드어폰템스구를, 그리고 북쪽으로는 해머스미스 풀럼구, 켄징턴 첼시 구, 시티오브웨스트민스터, 이 3구를 (템스강을 사이에 두고) 마주하고 있다.
2011년 인구총조사에 따르면 원즈워스 구의 인구는 306,995명이다. 2001년 기준으로 총인구 중 78%는 백인, 9.6%는 흑인, 6.9%는 남아시아인이다.

## 역사
현재 완즈워스 런던구 지역은 1889년까지 서레이 주의 일부였다. 1855년 배터시 (펜지 일대는 제외), 클래펌, 퍼트니, 스트리덤, 투팅그레이브니, 완즈워스 행정교구로 구성된 런던 수도권의 완즈워스 구가 생겨났다. 배터시는 이후 1888년에 완즈워스 구에서 제외됐다. 1900년에 이르러서는 나머지 지역들이 완즈워스 광역구로 개편됐고, 배터시는 배터시 광역구가 되었다. 현재의 완즈워스 런던구는 1965년 옛 배터시 광역구와 완즈워스 광역구 일대를 통합해 만들어졌다. 다만 클래펌 지역과 스트리덤 지역의 대부분은 램버스구로 옮겨갔다.

## 지역
클래펌 정션 역이 완즈워스 구에 있으며, 클래펌이 아닌 배터시에 자리해 있다. 한편 강변을 따라 높이 들어선 건물 중에는 첼시 브리지 워프처럼 새로 지어지거나 리모델링된 건물들이 많다. 팔각 방향으로 뻗은 모양의 공원인 배터시 공원도 템스강 바로 옆 완즈워스 구내에 있는데, 여러 행사가 많이 열렸고 특히 전세계 각지에 지어진 평화사리탑도 이곳에 자리해 있다. 배터시 공원 바로 너머에는 런던의 주요 작륙장이자 가장 많이 이용되는 런던 헬기 착륙장이 있으며, 거기서 바로 남쪽에는 뉴 코번트 가든 마켓이 있다. 역시 구내에 있는 퍼트니 지역도 사우스 템스 칼리지, 사우스사이드 쇼핑 센터, 완즈워스, 익스체인지 쇼핑 센터의 규모를 보면 사람들로 가장 많이 붐비는 지역에 속한다.

## 인구
| 연도  | 인구    | ±%      |
| ----- | ------- | ------- |
| 1801  | 12,087  | —       |
| 1811  | 15,303  | +26.6%  |
| 1821  | 17,779  | +16.2%  |
| 1831  | 19,681  | +10.7%  |
| 1841  | 23,959  | +21.7%  |
| 1851  | 30,241  | +26.2%  |
| 1861  | 74,569  | +146.6% |
| 1871  | 118,896 | +59.4%  |
| 1881  | 163,224 | +37.3%  |
| 1891  | 243,427 | +49.1%  |
| 1901  | 306,090 | +25.7%  |
| 1911  | 384,884 | +25.7%  |
| 1921  | 394,964 | +2.6%   |
| 1931  | 405,317 | +2.6%   |
| 1941  | 375,040 | −7.5%   |
| 1951  | 347,025 | −7.5%   |
| 1961  | 323,064 | −6.9%   |
| 1971  | 300,832 | −6.9%   |
| 1981  | 252,242 | −16.2%  |
| 1991  | 265,058 | +5.1%   |
| 2001  | 260,383 | −1.8%   |
| 2011  | 306,995 | +17.9%  |
| Note: |         |         |

## 정치

### 구청장
초대 완즈워스 구청장은 1900년 11월 제 1대 완즈워스 구의회에서 선출된 존 리디어드이다. 이 때문에 구청장의 목걸이 가운데에 있는 다이아몬드에는 리디어드의 이니셜이 새겨져 있다. 그 뒤를 이은 2대 구청장은 윌리엄 랭커스터 경이었다.
현재 구청장은 스튜어트 솜 (Stuart Thom)이 맡고 있다.

### 문장
완즈워스 구의 문장은 옛 배터시 광역구와 완즈워스 광역구의 문장에 있던 여러 가지 요소들을 그대로 담고 있다.
문장에서 방패에 있는 가운데 띠는 파란색과 금색이 체크무늬로 되어 있는데, 초대 서리 백작 윌리엄 루퍼스가 만든 윌리엄 드 워렌의 문장을 나타낸다. 금색 사각형마다는 눈물이 그려져 있는데 1685년 완즈워스에 대다수가 정착했던 프랑스 위그노들의 눈물을 상징한다.
꼭대기의 배는 웬델 족을 의미하기도 하는데, 웬델은 대륙에서 온 바다를 타고 다니는 침략자들을 말한다. 이 웬델에서 완즈워스라는 이름이 유래했을 수도 있는데 완즈워스의 변형된 옛 지명이 웬델즈워스였기 때문이다. 배에 있는 네 개의 방패와 노는 배터시, 퍼트니, 투팅, 완즈워스 행정교구를 상징한다.
왼편의 비둘기는 옛 배터시 문장에서 따왔고, 오른편의 용은 옛 완즈워스 문장에서 따왔는데 시티오브런던의 문장과 유사하기 때문에 런던을 의미하기도 한다.

### 완즈워스 구의회
완즈워스는 20개 지구에서 3명씩, 총 60인의 구의원이 대표한다. 2014년 선거 기준으로 60명 중 41명은 보수당, 19명은 노동당이다. 보수당은 1978년부터 구의회의 다수당을 차지하고 있으며, 현 내각의 아홉 장관 모두 보수당 소속이다. 현 대표는 클러 라비 고빈디아다.
한편 완즈워스 구의 의회 선거구는 배터시와 퍼트니, 그리고 투팅, 이 세 곳으로 이루어져 있다.
|      | 다수당 | 보수당 | 노동당 | 자유민주당 및 사회민주당 | 그 외 |
| 2014 | 보수당 | 41     | 19     | –                        | –     |
| 2010 | 보수당 | 47     | 13     | –                        | –     |
| 2006 | 보수당 | 51     | 9      | –                        | –     |
| 2002 | 보수당 | 50     | 10     | –                        | –     |
| 1998 | 보수당 | 50     | 11     | –                        | –     |
| 1994 | 보수당 | 45     | 16     | –                        | –     |
| 1990 | 보수당 | 48     | 13     | –                        | –     |
| 1986 | 보수당 | 31     | 30     | –                        | –     |
| 1982 | 보수당 | 33     | 27     | 1                        | –     |
| 1978 | 보수당 | 36     | 25     | –                        | –     |
| 1974 | 노동당 | 12     | 48     | –                        | –     |
| 1971 | 노동당 | 7      | 53     | –                        | –     |
| 1968 | 보수당 | 48     | 12     | –                        | –     |
| 1964 | 노동당 | 13     | 47     | –                        | –     |

## 교통

### 다리
완즈워스에서 템스 강 북부의 런던 삼구 (하류 방면에서 강이 위쪽으로 올라가는 부분에 있는 세 구)를 잇는 다리는 총 다섯 개가 있다.
- 첼시 브리지
- 앨버트 브리지
- 배터시 브리지
- 완즈워스 브리지
- 퍼트니 브리지

완즈워스 중심을 통과하여 구를 둘로 나누는 완들 강에도 다리가 여러 개 있다.

### 내셔널 레일
- 퀸스타운 로드 (배터시) 역
- 클래펌 정션 역
- 얼스필드 역
- 완즈워스 타운 역
- 퍼트니 역
- 배터시 파크 역
- 밸햄 역 (철도역)
- 완즈워스 커먼 역
- 투팅 역

### 런던 오버그라운드
- 클래펌 정션 역

### 런던 지하철
- 노던 선:
  - 클래펌 사우스 역
  - 밸햄 역
  - 투팅 벡 역
  - 투팅 브로드웨이 역
- 디스트릭트 선:
  - 이스트 퍼트니 역
  - 사우스필즈 역

사우스 웨스트 트레인스의 내셔널 레일이 런던 워털루 역 - 얼스필드 역, 퍼트니, 퀸스타운 로드 (배터시) 역, 완즈워스 타운 역, 그리고 완즈워스 구 내에서 가장 중요한 역인 클래펌 정션 역 간 운행을 맡고 있다. 마지막의 클래펌 정션 역은 서던이 런던 빅토리아 역에서 본 역을 거쳐 밸햄 역, 배터시 파크 역, 완즈워스 커먼 역까지 운행을 맡고 있다.
런던 오버그라운드 운행의 중심지도 클래펌 정션 역이며, 이곳에서 웨스트런던 선을 타면 셰퍼즈 버시를 거쳐 스트래드퍼드로 갈 수 있으나 일부 열차는 윌리스던 정션 역을 웨스트런던 선의 종착역으로 삼고 있다. 이스트런던 선의 서쪽 종착역도 클래펌 정션 역이며 여기서 덴마크 힐 역을 거쳐 하이베리 이즐링턴 역으로 갈 수 있다.
런던 지하철은 이스트 퍼트니 역과 사우스필즈 역에 디스트릭트 선이, 밸럼 역, 클래펌 사우스 역, 투팅 벡 역, 투팅 브로드웨이 역에 노던 선이 지나간다.

## 종교

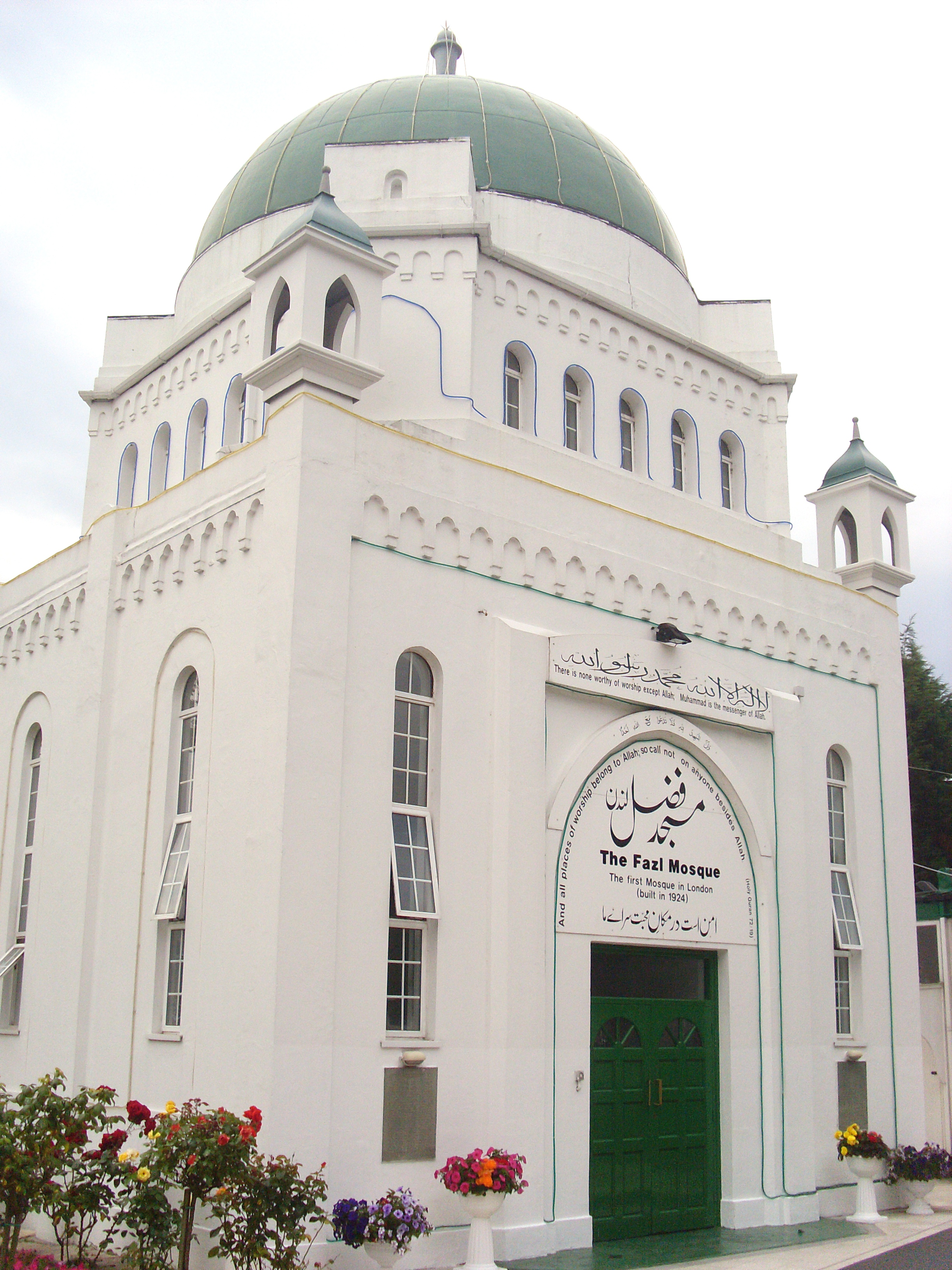
파즐 모스크

원즈워스 구의 제1종교는 기독교이며, 그외에도 다른 종교 공동체들이 여럿 있다. 시크교, 유대교, 이슬람교, 불교, 힌두교도 등이 많이 거주하고 있기도 하다. 이와는 반대로, 2001년 인구총조사에 따르면 원즈워스 주민의 29%가 무종교이거나 딱히 신념을 가진 건 없다고 집계되었다.

## 명소

### 공원과 공공정원
원즈워스 구에는 시립 공공 정원이 세 곳 있다.
- 배터시 공원
- 원즈워스 공유지
- 투팅 공유지 – 원래는 별개의 곳이지만 서로 인접해 있는 투팅 벡 공유지와 투팅 그레이브니 공유지

또 완즈워스 구 내에는 윔블던 공유지에 속해 관리하고 있는 퍼트니히스 공유지와 퍼트니로어 공유지, 그리고 램버스구에서 관리하는 클래펌 공유지가 있다.

### 극장
- 배터시 아트 센터
- 시어터 503

### 지구
- 밸햄
- 배터시
- 얼스필드
- 퍼즈다운
- 나인엘름스
- 퍼트니
- 퍼트니히스
- 퍼트니베일
- 로햄프턴
- 사우스필즈
- 스트리덤파크
- 투팅
- 투팅벡/어퍼투팅
- 완즈워스
- 웨스트힐

### 우편번호 구역
SW4 (일부), SW8 (일부), SW11 (일부), SW12 (일부), SW15 (일부), SW16 (일부), SW17 (일부), SW18 (전부), SW19 (일부)

## 같이 보기
- 디 모건 센터
- 완즈워스 박물관